# San Lorenzo in Campo
San Lorenzo in Campo település Olaszországban, Marche régióban, Pesaro és Urbino megyében. Lakosainak száma 3161 fő (2023. január 1.). San Lorenzo in Campo Castelleone di Suasa, Corinaldo, Fratte Rosa, Mondavio, Pergola és Arcevia községekkel határos.

## Népesség
A település lakossága az elmúlt években az alábbi módon változott:
| Lakosok száma | 3387 | 3358 | 3254 | 3161 |
|               | 2017 | 2018 | 2020 | 2023 |